# CFTU-DT
Pour les articles homonymes, voir canal.
CFTU-DT, aussi connue sous son nom de marque Savoir média (anciennement Canal Savoir), est une chaîne de télévision éducative québécoise principalement en langue française située à Montréal. Elle appartient à un organisme sans but lucratif, aujourd'hui nommé Savoir média, administré par une directrice générale, un conseil d'administration, un comité d'audit et un comité de gouvernance.
Localement, CFTU-DT diffuse en numérique avec à un émetteur de 250 W pour une puissance apparente rayonnée (PAR) de 910 W. Cette station peut aussi être captée sur abonnement, par décodeur et câble local ou antenne parabolique satellitaire, dans la plupart des régions du Québec, ainsi que de l'Ontario, du Nouveau-Brunswick et de l'Ouest canadien.

## Historique
L'histoire de la chaîne commence en 1981, quand un organisme portant le nom de Télé-Université commence à négocier avec le câblodistributeur Vidéotron l'établissement d'un canal éducatif.
En 1982, un accord est conclu pour la retransmission de certaines émissions de ce canal sur les Ondes hertziennes de Radio-Québec, la télévision publique du gouvernement du Québec. Cet accord permet de rejoindre des clientèles que le câblodistributeur n'atteint pas.
La même année, l'Université de Montréal se joint à la Télé-université et assure un soutien technique et administratif pour ce canal. Puis, se forme graduellement ce réseau interinstitutionnel de télé-enseignement, auprès de Téluq, sur ce canal.
En 1984, la Télé-Université s'engage envers Vidéotron « à former un réseau de partenaires pour l'exploitation de ce canal et à en assurer la gestion », et fait incorporer le consortium sous le nom de « Corporation pour l'avancement de nouvelles applications des langages ltée » (par rétroacronymie : pour obtenir l'acronyme CANAL).
En 1985, CANAL obtient du CRTC une licence lui permettant d'exploiter à Montréal une station de télévision éducative, CFTU-TV sur UHF 62 d'une puissance de 100 watts. De plus, une plage de trois heures par jour est accordée à CANAL afin d'utiliser le transpondeur satellite de la Sette en dehors des heures de diffusion de TVFQ 99. En avril 1986, la fréquence a été changée pour le UHF 29 d'une puissance apparente rayonnée de 10 000 watts, et l'émetteur a été mise en fonction le 20 août 1986. Elle est d'abord nommée le Canal de Télé-enseignement, puis le Canal Savoir depuis 1997.
En 1987-1988, CANAL est diffusée par satellite au Canada et au nord des États-Unis; après 15 mois, cette diffusion est arrêtée, faute de fonds.
En 1990, grâce à une entente de réciprocité entre CANAL et TVOntario (secteur francophone), CANAL diffuse certaines de ses émissions sur TFO.
Depuis 1996, la diffusion de CANAL (CFTU-TV) par satellite est reprise, grâce à un partenariat avec Cancom (aujourd'hui SRS : Services de radiodiffusion Shaw).

Logo de Canal Savoir de 1997 au 8 septembre 2009

Depuis l'an 2000, la portée de diffusion de Canal Savoir est élargie, grâce à Star Choice (auj. Shaw Direct), Look Communications et Bell ExpressVu (auj. Bell Télé).

Logo de Canal Savoir du 8 septembre 2009 au 1er avril 2019

En 2008, Télé-Québec, déjà membre de Canal Savoir, en devient le partenaire principal par décision unanime des membres de son conseil d’administration, constitué majoritairement des représentants des universités québécoises. En soutien à cette nouvelle impulsion donnée à Canal Savoir, le ministère de l’Éducation, du Loisir et du Sport (MELS) du Québec convient de verser à Télé-Québec une subvention de trois millions de dollars, à raison d’un million par an, aux fins de renouveler et bonifier la programmation de la chaîne et d’une offre plus diversifiée reflétant l’ensemble du territoire québécois.
De nouvelles règles de gouvernance sont adoptées, dans le respect du statut d’organisme sans but lucratif. 
La dénomination sociale CANAL (Corporation pour l'avancement de nouvelles applications des langages ltée) est remplacée par Canal Savoir, qui était sa marque de commerce depuis 1997.

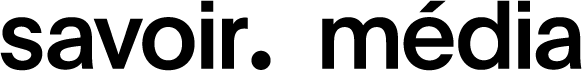
Logo de Savoir média du 1 avril 2019 au 3 juillet 2023

Le 1er avril 2019, Canal Savoir est devenu Savoir média. Le changement de nom accompagne le dévoilement d'une nouvelle plateforme web complémentaire à l'offre télévisuelle, savoir.media.

## Télévision numérique terrestre
En raison de travaux d'enlèvement d'amiante au 21e étage du campus de l'Université de Montréal où se trouve la tour de transmission ainsi que la présence depuis juillet 2011 de quatre bébés faucons pèlerins qui ont fait leur nid dans la tour, CFTU a initialement obtenu un délai jusqu'au 31 octobre 2011 pour éteindre son émetteur analogique et diffuser en mode numérique au canal UHF 29, virtuel 29.1. Ce délai a été repoussé au 15 décembre 2011 en raison de travaux majeurs au site de son émetteur, puis au 31 mars 2012. CFTU a finalement débuté la diffusion en numérique le 23 février 2012 en définition standard.
La chaîne diffuse ses émissions gratuitement par antenne à Montréal et est distribuée dans les forfaits de plusieurs fournisseurs de services (souvent à la base), lui permettant de rejoindre plus de 4 millions de foyers canadiens, dont 2,5 au Québec.
À la fin de février 2013, Canal Savoir fournit un signal haute définition aux abonnés de Bell Télé Fibe et par ondes hertziennes en 720p. À l'été 2013, ce fut au tour de ceux de Vidéotron puis Telus quelques mois plus tard. En avril 2014, des tests sont en cours pour fournir le signal aux usagers de Bell Alliant. En novembre 2014, il y a eu un important dégât des eaux dans la tour de l'Université de Montréal, ce qui a endommagé l'émetteur principal. Le 16 décembre 2014, un émetteur temporaire de 50 watts a été installé, pour une puissance apparente rayonnée (PAR) d'environ 150 watts et a été en service jusqu'au remplacement de l'émetteur principal de 250 watts. Celui-ci a été remplacé le 17 juin 2015, mais l'émetteur n'arrive toujours pas à couvrir la grande région de Montréal au complet.